# دریاچه مالین
دریاچه مالیگن (‎/məˈliːn/‎ mə-LEEN) دریاچه‌ای در پارک ملی جاسپر، آلبرتا، کانادا است. شهرت این دریاچه به آب آبی لاجوردی رنگش و قله‌های پیرامونش، که سه یخچال طبیعی از دریاچه قابل مشاهده هستند، و جزیره Spirit است. این دریاچه ۴۴ کیلومتر (۲۷ مایل) جنوب شهر جاسپر واقع شده است، و با وسیله نقلیه موتوری، از جمله اتوبوس‌ها از جاسپر قابل دسترسی است. تورهای قایقی در فصل بهار تا پاییز در جزیره Spirit برگزار می‌شوند. مسیرهای پیاده‌روی گوناگونی به این مکان ختم می‌شوند و از پارک ملی جاسپر نیز گذر می‌کنند. فعالیت‌های زمستانی شامل اسکی و اسنوبورد در این مکان رایج است.
دریاچه مالیگن تقریباً ۲۲٫۵ کیلومتر (۱۴٫۰ مایل) طول و ۹۷ متر (۳۱۸ فوت) عمیق دارد که عمیق‌ترین نقطه این دریاچه در انتهای جنوبی آن قرار دارد. به‌طور متوسط عمق آن ۳۵ متر (۱۱۵ فوت) است و مکانی محبوب برای ماهیگیری ورزشی، کایاک و قایقرانی است.

## بوم‌شناسی
حیات وحش به طرز حیرت‌انگیزی در کنار این دریاچه در ارتفاعات بالا فراوان است. خرس خاکستری، خرس سیاه آمریکایی، استرآهو، گوزن شمالی، گرگ، موس و غرم (جانور) برخی از پستانداران بزرگی هستند که در طول فصل تابستان در محیط دریاچه رفت‌وآمد می‌کنند. عقاب سرسفید، عقاب طلایی و عقاب ماهی‌گیر نیز در این منطقه فراوان هستند و جمعیتی از ماهی‌ها نیز زندگی می‌کنند.

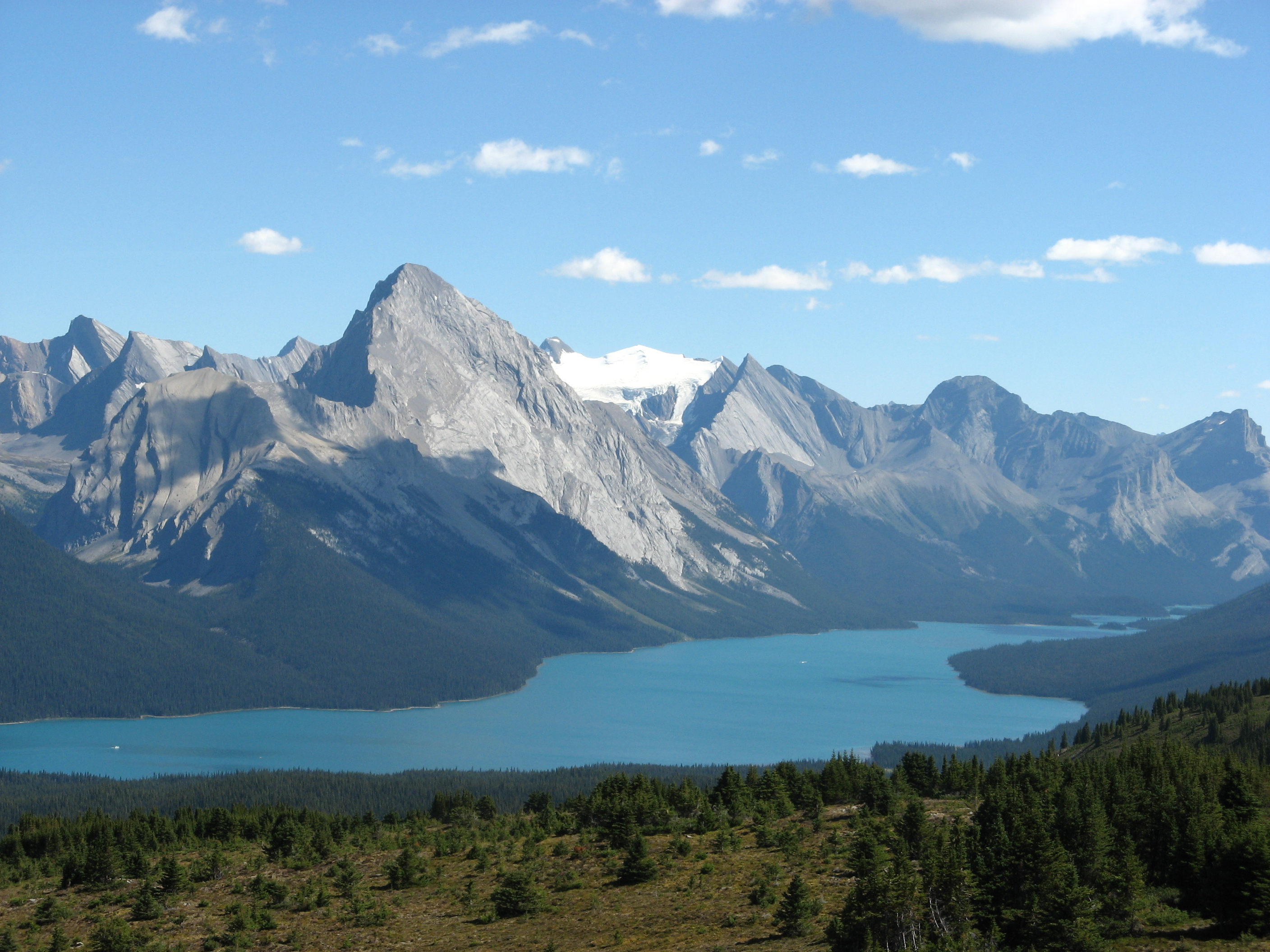
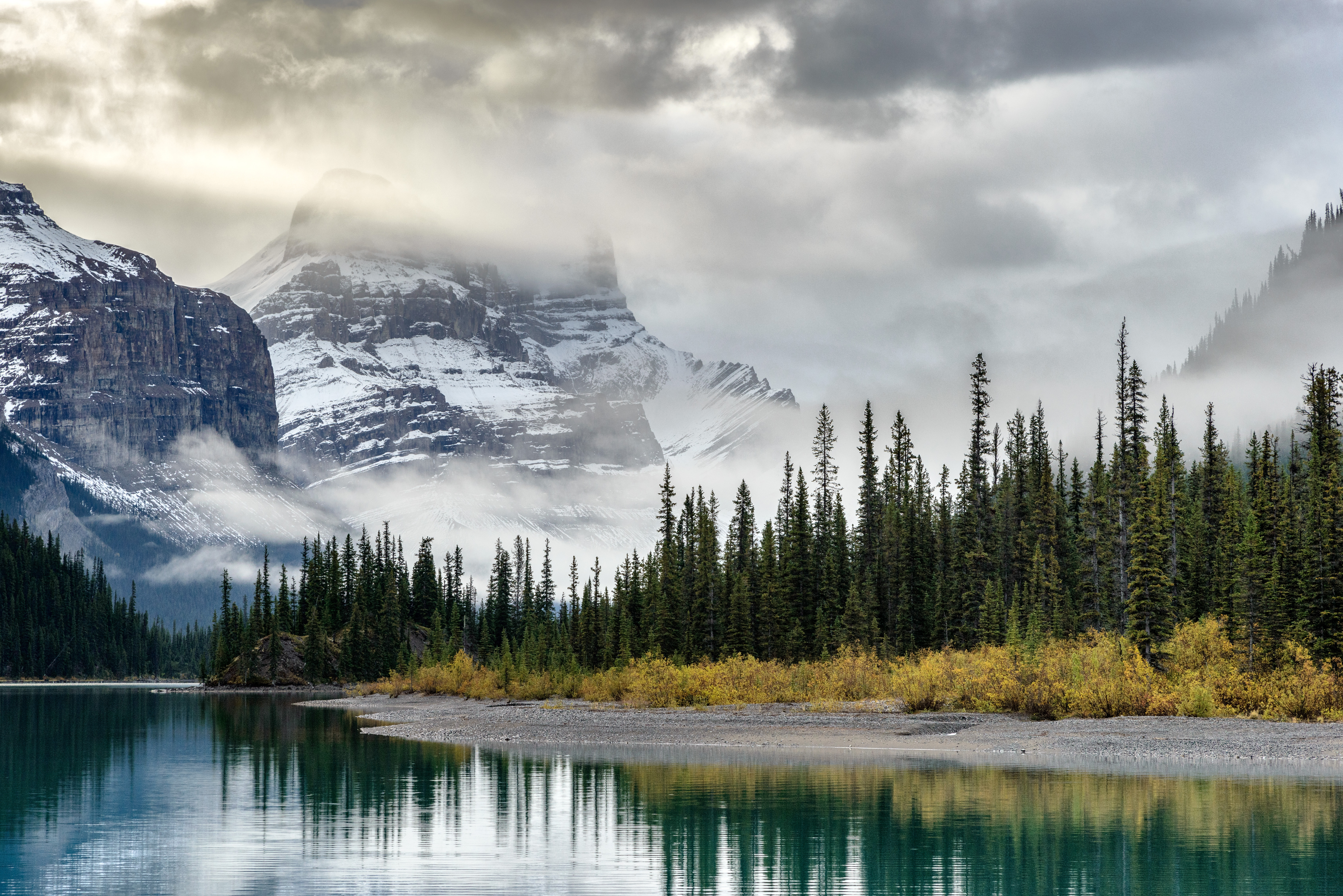
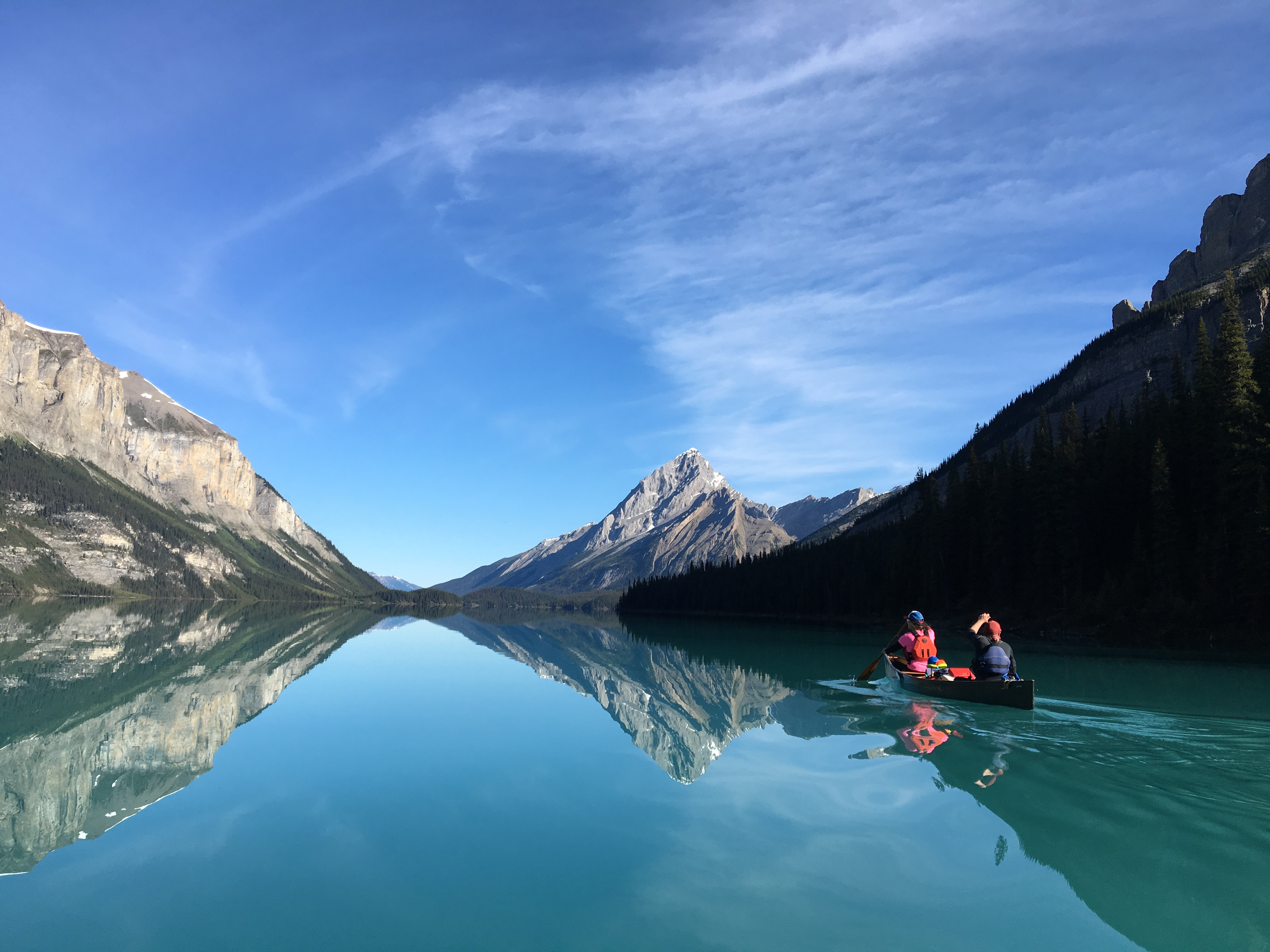

## زمین‌شناسی درون دریاچه
دریاچه مالگین بزرگ‌ترین دریاچه در پارک ملی جاسپر است. دره ای که در آن دریاچه قرار دارد توسط یخچال‌های طبیعی به وجود آمده و خاکبرداری شده است.